# 漆原友紀
漆原 友紀（うるしばら ゆき、1974年1月23日 - ）は、日本の漫画家。山口県出身。女性。別のペンネームに、志摩 冬青（しま そよご）がある。作品に、デビュー作が連載化された、妖怪に似た不思議な生命体「蟲」（むし）とそれを知る専門家「蟲師」を描いた『蟲師』がある。

## 来歴
『ぶ〜け』（集英社）に吉山友紀名義で投稿を始め、後に志摩冬青名義で『ファンロード』（ラポート）にて活動。
大学中退後、漆原友紀名義の投稿作『蟲師』が1998年、アフタヌーン四季賞の四季大賞を受賞し、商業誌デビュー。その後、『アフタヌーンシーズン増刊』にて『蟲師』を連載開始。『月刊アフタヌーン』への移籍を経て2008年まで連載された。2005年にアニメ化された。2007年3月24日には監督大友克洋・主演オダギリジョーによる実写映画版が公開。
2009年、『月刊アフタヌーン』にて『水域』を連載開始。2010年完結。
2018年、『月刊アフタヌーン』にて『猫が西向きゃ』を連載開始。
2025年、『月刊アフタヌーン』にて『水平線のネラ』の不定期連載を開始。

## 人物
ノスタルジックでどこか切ない世界と、そこを舞台に不可思議なことをあくまで日常的に繊細に描く叙情的な作風を特徴とする。
作中では蟲を含め昆虫全般も描かれているが作者本人はゴキブリが大の苦手。

## 受賞歴
- 1998年 - アフタヌーン1998年冬のコンテスト四季大賞を受賞（『蟲師』）。
- 2003年 - 第7回文化庁メディア芸術祭マンガ部門優秀賞を受賞（『蟲師』）[5]。
- 2006年 - 第30回講談社漫画賞一般部門を受賞（『蟲師』）。

## 作品リスト

### 志摩冬青 名義
- バイオ・ルミネッセンス（短編集。1997年、ラポート）
  - 化石の家
  - 雪の冠
  - 小景雑帳
  - 草雲雀
  - 虫師
  - Mar・man（雑誌未発表）

### 漆原友紀 名義
- 蟲師（1999年、『月刊アフタヌーン』。単行本では『瞼の光』へ改題） - 四季大賞受賞作。
- 蟲師（1999年 - 2002年、『アフタヌーンシーズン増刊』。2002年 - 2008年、『月刊アフタヌーン』）-上記作品の連載化。
  - 『蟲師 特別篇 日蝕む翳』講談社、2014年4月23日。ISBN 978-4063769715。
- フィラメント―漆原友紀作品集（短編集。2004年、講談社アフタヌーンKC）前出の「バイオ・ルミネッセンス」から「草雲雀」以外のすべての作品を収録し、更に以下の2作が収められている。
  - 岬でバスを降りたひと
  - 迷宮猫
- 水域（2009年 - 2010年、『月刊アフタヌーン』）
- 猫が西向きゃ（2018年 -  2020年、『月刊アフタヌーン』）[6]
- 水平線のネラ（2025年 - 、『月刊アフタヌーン』2025年4月号[4] - ）

## 画集
- 『蟲師』二十景 漆原友紀画集 〜蟲襖〜
- 蟲師 画集